# Paratada hemiphaea
Paratada hemiphaea är en fjärilsart som beskrevs av George Francis Hampson 1907. Paratada hemiphaea ingår i släktet Paratada och familjen nattflyn. Inga underarter finns listade i Catalogue of Life.